# يان بروينس
يان بروينس (بالهولندية: Jan Bruins) كان متسابق دراجات نارية هولندي. نافس في سباقات بطولة العالم لفئة 50 سي سي. بدأ المنافسة في بطولة الجائزة الكبرى سنة 1970. أفضل موسم له كان موسم سنة 1972 عندما جاء في المركز الرابع في بطولة العالم لفئة 50 سي سي.